# Capac Yupanqui (général)
Pour les articles homonymes, voir Capac Yupanqui (homonymie) et Yupanqui.
Capac Yupanqui (du quechua Qhapaq Yupanki, v. 1400 - v. 1453), frère de l'inca Pachacutec, est un général inca (Apusquispay). Il dirige l’armée qui a conquis les Chinchas, Huaral et qui a combattu l’alliance Chimu-Cajamarca. Il est condamné à mort et exécuté pour avoir transgressé les ordres de l’Inca suprême. Selon d’autres versions, son frère l’aurait fait éliminer craignant qu’il ne prenne sa place.
Capac Yupanqui est potentiellement le co-gouvernant, subordonné à l'empereur, de Pachacútec, appelé « frère », ou Huauque, dans le cadre de la structure administrative incaïque. Il existe deux gouvernants de Hanan Cuzco (haut Cuzco), la partie dominante, dont l'un est subordonné à l'autre, et dont le souverain principal est le Sapa Inca, l'empereur, et deux gouvernants de Hurin Cuzco (bas Cuzco).

## Biographie
Il est le fils de Viracocha et de Mama Runtu Qoya. Comme tous les fils de la Qoya, ou reine, Mama Runtu, il soutient son frère Cusi Yupanqui (Pachacutec) lorsque celui-ci décide de défendre Cuzco face aux Chancas tandis que Viracocha et son fils préféré, né d’une concubine bien aimée, Urco, s’enfuient dans une forteresse sise au-dessus du village de Calca.
Durant le règne de son frère il est un général important dans l'armée Inca, avec un autre de ses frères, Huayna Yupanqui. L’une de ses premières tâches est de soumettre les anciens alliés des Chancas.

### Conquête de Chincha
Capac Yupanqui est envoyé par Pachacutec vers la côte centrale péruvienne afin de conquérir la seigneurie de Chincha et les peuples des environs,.

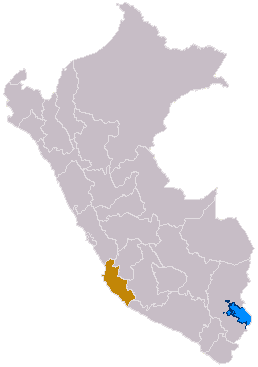
Carte de Chincha

Ainsi, en passant par Nazca, il soumet les vallées de Pisco et d’Ica où il fait construire un réseau d’irrigation. Puis il atteint les Chinchas, leur proclamant qu’il est le fils du Soleil et être venu au profit des habitants. Il déclare qu’il ne réclame rien d’eux, ni de l'or, ni de l'argent, ni des femmes, puisqu’il est déjà en possession de tout dont il a besoin, et qu’au contraire il apporte beaucoup de cadeaux avec lesquels il serait reconnu comme seigneur. Ainsi, dans le cadre de la coutume de réciprocité (voir Ayni, Minka et Mita), pour confirmer ses paroles, il offre aux seigneurs locaux de grandes quantités de vêtements fabriqués à Cuzco ainsi que d’autres objets de valeur, ce qui fait plaisir aux seigneurs, qui le reconnaissent en retour comme leur maître,. Capac Yupanqui fait alors sa requête réciproque, c’est-à-dire en échange des avantages apporté par l’empire Inca celui-ci exige des seigneurs locaux les trois choses qui représentent la soumission à l’empereur Inca et la base de la richesse dans les Andes, où la monnaie n’existait pas,. D’abord le général Inca ordonne la construction d’un centre administratif inca (hatuncancha), puis il ordonne l’affectation de mamacona (es), des femmes qui s’occupent de la fabrication de textiles et du brassage de chicha, et enfin il obtient une main d’œuvre qui travaillera dans les champs incas. De cette façon, les Chinchas, ne voulant pas abimer leurs réseaux commerciaux, se soumettent de facto aux Incas. D’autres chercheurs estiment que les Chinchas se soumirent afin d’accéder à ces réseaux commerciaux, indiquant qu’auparavant c’était les Chimús qui détenaient ce commerce. Néanmoins tout indique que les Chinchas sont encore de jure alliés aux Incas, puisqu'ils ont une assez grande liberté dans la prise de décisions politiques et économiques; quoique si les Incas venaient à minimiser leur supposé liberté, ils seraient forcés d’obéir, comme le montre la visite de Tupac Yupanqui quelques années plus tard, après laquelle les Chinchas sont véritablement soumis,. En revanche, divergent des informations de sources locales, Inca Garcilaso de la Vega et Pedro Cieza de León estiment que les armées Chinchas confrontent les forces de Capac Yupanqui.
Le général inca déclenche alors un conflit avec les Huarco, lesquels résistent aux Incas pour plusieurs années, avant d’être finalement soumis par Tupac Yupanqui.

#### Attribution de la conquête
Cependant la conquête de Chincha, attribuée dans la « Relation de Chincha », publiée postérieurement par l’ethno-historienne María Rostworowski, à un dénommé Capac Yupanqui, est potentiellement l’œuvre du cinquième souverain de Cuzco, également appelé Capac Yupanqui. Selon Rostworowski, le fait que, d’après les informations de la Relation, recensées auprès de la population Chinchénienne, le conquérant de la vallée s’est dit « fils du soleil » indique que les Chinchas, à l’arrivée des armées incas, prennent le chef militaire, Capac Yupanqui, frère de l’empereur donc, pour souverain de l’Empire.
Les tenants, minoritaires au sein de la communauté scientifique, d’une expansion impériale précoce (la majorité des chercheurs actuels pensent que l’expansion incaïque s’est faite autour de 1440, invoquant une expansion rapide et de courte durée), estiment que la conquête est attribuable au cinquième Sapa Inca, qui règne aux environs du XIVe siècle.

### Campagne au Chinchaysuyu
Après un certain temps, durant lequel Pachacutec entreprend notamment la conquête de l’altiplano andin, le souverain Inca envoie Capac Yupanqui dans une ou plusieurs campagnes conquérir le Chinchaysuyu, c’est-à-dire le nord.

Carte du Chinchay Suyu, conquis presque en totalité par Capac Yupanqui.

Durant cette ou ces campagnes il conquière les Ancaras, les Huancas, les Yauyos, les Tarméniens, ainsi que les régions et seigneuries de Huaraz, de Piscopampa, de Huamachuco, de Cunchucu, de Chucurpu, de Pincu, de Pumpu avant d’enfin atteindre la seigneurie de Guzmango (Quechua: Kuismanku), c’est-à-dire l’entité politique qui règne à cette époque sur Cajamarca (quechua: Cassamarca ou Cashamarca) dont le seigneur est appelé Guzmango Capac (« souverain Guzmango »),. Là il combat les armées du seigneur Guzmango, qui est allié de l’empereur Chimú, Minchansaman. Malgré le soutien de l’empire Chimu à Cajamarca, Capac Yupanqui vainc les Guzmangos et commence ainsi son retour à Cuzco. À Cuzco, Pachacutec ordonne l’exécution du contingent Chancas de peur qu’il ne se révolte. Mais avant que les Incas atteignent Cajamarca, le chef des forces Chancas au sein de l’armée de l’empire, Anco Huallu (quechua: Anku Wallu), s’enfuit  avec ses troupes. Certaines sources ont évoqué la sœur d’Anco Huallu comme étant la maîtresse de Capac Yupanqui. Ainsi Capac Yupanqui ne peut ou ne veut rattraper l’armée Chancas.
Ces conquêtes sont de nature instable, puisque la rapidité avec laquelle elle ont été entreprises ne permet pas de les consolider. Henri Favre les décrit même comme un « raid », Capac Yupanqui ne soumettant pas les territoires par lesquels il passait avant d’établir une garnison inca à Cajamarca, séparée de mille kilomètres de Cuzco.

### Exécution
À cause de plusieurs transgressions des consignes de Pachacutec, Capac Yupanqui est vu d’un très mauvais œil par l’empereur inca. En plus de cela, son entrée en conflit avec l’empire chimú dû à sa conquête de l’ancien allié des Chimus qu’est Cajamarca met les Incas dans une situation extrêmement délicate. C’est à cause de cela que Pachacutec ordonne son exécution ainsi que celle de Huayna Yupanqui,. D’autres sources donnent la jalousie et l’envie de Pachacutec, peut-être aussi la peur, comme étant à l’origine de l’exécution,,. Henri Favre considère pour sa part que Capac Yupanqui entreprend ses campagnes militaires avec le seul objectif d'obtenir assez de prestige et d'allégeances pour pouvoir renverser Pachacutec, et que ce serait cette ambition qui serait le motif principal pour son exécution.